# Радиоволна (завод)
Гродненский завод «Радиоволна» (бел. Гродзенскі завод «Радыёхваля») — белорусское предприятие, расположенное в Гродно. Первоначально производило автомагнитолы и запчасти к ним, в 2000-е годы прекратило производство радиоприборов и переориентировалось на производство электротехнической продукции для автомобильной промышленности и сельскохозяйственного машиностроения.

## История
Завод основан в 1976 году как филиал Брестского электромеханического завода, до 1980 года официально назывался Гродненским производством Брестского электромеханического завода (решение о строительстве было принято в 1975 году). В 1980 году преобразован в самостоятельный завод «Автомагнитол», подчинявшийся 6-му Главному управлению Министерства радиопромышленности СССР, в 1983 году вошёл в состав Казанского производственного объединения «Радиоприбор». В 1990 году преобразован в Гродненское производственное объединение «Волна» Московского научно-производственного объединения «Вега». В 1991 году преобразован в Гродненское арендное производственное объединение «Волна», в том же году начал подчиняться Госкомитету по промышленности и межотраслевым производствам Республики Беларусь (с 1994 года — Министерство промышленности Республики Беларусь). В 1993 году преобразован в Гродненское государственное производственное объединение «Волна», в 1994 году — в Гродненское производственное объединение «Волна», в 1995 году — в Гродненское производственное объединение «Радиоволна», в 1998 году — в Гродненское государственное предприятие «Радиоволна». В 1995 году к предприятию присоединён гродненский завод «Радиоприбор». В 2000 году преобразован в Гродненское республиканское унитарное производственное предприятие «Радиоволна». В 2004 году завод передан в состав производственного объединения «Минский моторный завод». В 2008 году завод преобразован в открытое акционерное общество «Радиоволна».
Первоначально завод производил провода питания и громкоговорители к магнитолам, в 1978 году освоил производство автомагнитол «Гродно-303». В 1980-е годы завод освоил производство радиотехнических комплексов для авиационной промышленности, а также магнитол «Гродно-302». После присоединения к предприятию «Радиоприбора» завод некоторое время производил чёрно-белые телевизоры. В 2004 году производство телевизоров и радиоприёмников было закрыто. В 2006 году производил автотракторные генераторы, жгуты электропроводные для автомобилей Volkswagen, вентиляторы, отопители, наборы запорных устройств, выключатели зажигания, узлы и детали для двигателей ММЗ.

## Современное состояние
В 2020 году выручка предприятия составила 100 млн руб. (ок. 40 млн долларов), чистая прибыль — 1,8 млн руб. (700 тыс. долларов). 97% выручки было получено от производства автотракторного электрооборудования. 100% акций находятся в государственной собственности.
Предприятие располагает более 100 тыс. м² производственных площадей, часть которых сдаётся в аренду. На предприятии по состоянию на 2020 год занято 1609 человек.